# Hydrellia johnsoni
Hydrellia johnsoni är en tvåvingeart som beskrevs av Cresson 1941. Hydrellia johnsoni ingår i släktet Hydrellia och familjen vattenflugor.
Artens utbredningsområde är Maine. Inga underarter finns listade i Catalogue of Life.